# Dramatis Personae (zbiór poetycki)
Dramatis Personae – zbiór poetycki autorstwa Roberta Browninga, wydany w 1864 roku, po dłuższej przerwie.
Tomik zawiera cykl James Lee’s Wife i dziewiętnaście innych utworów: Gold Hair: A Story of Pornic, The Worst of It, Dîs Aliter Visum, Too Late, Abt Vogler, Rabbi Ben Ezra, A Death in the Desert, Caliban upon Setebos, Confessions, May and Death, Deaf and Dumb, Prospice, Eurydice to Orpheus, Youth and Art, A Face, A Likeness, Mr. Sludge, "The Medium", Apparent Failure i Epilogue. Składające się na tomik utwory są bardzo zróżnicowane pod względem formalnym. Poeta stosuje zarówno skomplikowane formy stroficzne, jak i wiersz biały. Publikacja Dramatis Personae stała się początkiem sławy Browninga, ugruntowanej przez wydanie poematu Pierścień i księga.
Wiersze z tomu Dramatis Personae tłumaczyli Juliusz Żuławski, Tomasz Kubikowski i Wiktor Jarosław Darasz.